# Olopa
Olopa (del idioma náhuatl, significa «río de corazones de maíz») es un municipio del departamento de Chiquimula, en la República de Guatemala. Tiene un estimado de población de 30.534 habitantes para el año 2022.
El pueblo es de origen prehispánico, habitado originalmente por chortís y posteriormente por tribus del valle del Anáhuac. Tras la Independencia de Centroamérica en 1821, los poblados de Olopa y Piedra de Amolar fueron asignados al Circuito de Chiquimula en el Distrito N.º4 (Chiquimula) para la impartición de justicia por medio del entonces novedoso sistema de juicios de jurados.  Luego, el gobierno del mariscal Vicente Cerna y Cerna constituyó a Olopa como municipio el 28 de abril de 1870. 
Tiene un área territorial de 156 km², y una altitud que oscila entre los 1.300 y 1.600 m s. n. m. Las fiestas patronales son celebradas en el mes de marzo en honor a la Divina Pastora de las Almas.

## Toponimia
El valle era habitado originalmente por la etnia Ch'orti', pero en la década de 1520 fue invadido por tribus del Anáhuac que acompañaban a los soldados españoles al mando de Pedro de Alvarado; los invasores le dieron su actual nombre, derivado de las voces náhuatl «olotl» (español: «olote» o «corazón de maíz») y «apant» (español: «río») porque significa «río de corazones de maíz».  Las tribus de Anáhuac se asentaron en el valle, atraídos por «su delicioso temperamento y la feracidad de sus tierras».

## Demografía

### Centros poblados
La categoría de los centros poblados del país lo determina el Instituto Nacional de Estadística (INE), con base en el Acuerdo Gubernativo de fecha 7 de abril de 1938, en el cual se establecen los requisitos que un centro poblado debe reunir para asignarle categoría. Respecto al municipio de Olopa, el INE solamente reconoce un pueblo, catorce aldeas y once caseríos; la última actualización del INE fue en 2002.

### Etnias
En el noreste del municipio, se encuentra asentada la etnia Ch'orti', que es el 52% de la población municipal. Las comunidades donde más predomina dicha etnìa son Tuticopote, Roblarcito, Agua Blanca, Tituque y una parte de El Guayabo.
El idioma utilizado por la población es el español y el Ch´orti´, este último empleado por la población indígena que suele ser bilingüe, sin embargo, en los últimos años se ha visto un descenso de parlantes en Ch'orti'.

## División política
La municipalidad, amparada en el artículo 22 del Decreto Legislativo 12-2002, para su mejor administración, divide al municipio en un pueblo, veintiocho aldeas, once caseríos y dieciséis parajes. La categoría de «paraje» se le da a los centros poblados que, por el aumento demográfico de determinadas familias, se han asentado en lugares que antes eran terrenos pertenecientes a un solo dueño y que ahora son habitados por sus descendientes. Regularmente se integran con un promedio de veinte casas, cuentan con un ayudante como Alcalde Comunitario, con una escuela del Programa Población Desarraigada (PRONADE). Toman el nombre del apellido predominante: Los Ramos, Los Pérez, Los Díaz; o el de algún accidente geográfico, como Torjá o Cumbrita.
El proceso de regionalización del municipio inició en mayo de 2001, con base en la Ley General de Descentralización y la Ley de Consejos de Desarrollo Urbano y Rural, que entraron en vigor en julio de ese año.
| Región | Aldeas                                                             | Caseríos                                                                       |
| ------ | ------------------------------------------------------------------ | ------------------------------------------------------------------------------ |
| 1      | Agua Blanca, Roblarcito, Tuticopota, Tituque                       | Tuticopote Laguna, Tuticopote Abajo, Barrio Nuevo, Tituque Abajo y Los García. |
| 2      | Tablón de Cayur, Los Planes, Talquezal, Laguna de Cayur, El Chucte | Los Ramos, Los Gutiérrez, Las Brisas, La Avanzada y El Cintal.                 |
| 3      | El Amatillo, La Prensa, El Carrizal, El Cerron, Paternito          | Prensa Arriba                                                                  |
| 4      | Piedra de Amolar, La Cumbre, El Rodeo, Las Palmas, Las Pomas       | El Palmar, Valle Nuevo, Los Lirios y Pitahayas                                 |
| 5      | Olopa (cabecera municipal), El Guayabo, Nochan, Santa María        | Baldio y Casona                                                                |

## Geografía física

### Clima, temperatura y régimen de lluvias
Olopa se encuentra ubicado en la cumbre de una montaña que lleva su nombre, el clima es variable según la estación, va de lo templado a lo frío, su temperatura promedio es de 15 grados centígrados y mantiene un ambiente húmedo; en invierno y primavera prevalecen en la región los vientos del norte y en el verano los vientos del sur. Es una región de lluvias fuertes en el invierno y en el verano es un lugar muy seco, la precipitación media anual es de 1,300 mm. Por la altura en que se encuentra, le favorecen los vientos que soplan la región y hacen el clima agradable.

### Hidrografía
En el municipio de Olopa se identifican las cuencas hidrográficas siguientes:
- Río Cayur: tiene su nacimiento al norte de la aldea Roblarcito, pasando por las aldeas Agua Blanca y Tuticopote La Laguna, recibe la quebrada Tituque, que sirve de límite con Jocotán y entre Jocotán y Esquipulas, antes de entrar a Camotán, desemboca en el río Jupilingo.
- Río Olopa: formado por la confluencia de las quebradas: El Manzano (que se origina en la aldea Nochán) y del Jiote que se unen en la aldea Las Pomas y en la aldea El Rodeo. Su curso es hacia el sureste, recibe las aguas del río El Rodeo y después ingresa al municipio de Esquipulas recorriéndolo por quince km, siempre con el mismo nombre hasta que penetra a la República de Honduras, donde con otras corrientes forma el caudaloso río Lempa, que a través de la República de El Salvador desagua en el Océano Pacífico.
- Río Piedra de Amolar: tiene su nacimiento entre las aldeas Piedra de Amolar y Cayur, su curso es de oeste a este, sirve de límite con Esquipulas y descarga en el río Jupilingo.
- Río El Rodeo: lo forman las quebradas Tepemechín y Murciélago que llegan de Esquipulas, después de recibir las aguas de la quebrada Aguacate, desemboca en el río Olopa en jurisdicción del municipio del mismo nombre.[8]

### Orografía
Los cerros y montañas hacen que la superficie presente laderas con alto grado de pendiente. Los accidentes orográficos están representados por los cerros: El Duende, La Cruz, La Periquera, Las Palmas, Nicanor y Tablón.

### Ubicación geográfica
El municipio se localiza a 42.5 km de la cabecera departamental del departamento de Chiquimula, con la cual se comunica por una carretera de asfalto; internamente se comunica por carretera de terracería con todos sus centros poblados.   Está rodeado por municipios del departamento de Chiquimula:
- Norte: Jocotán, San Juan Ermita y  San Jacinto
- Este y al sur: Esquipulas
- Oeste: Quezaltepeque,  San Jacinto y San Juan Ermita.[8]

|                                                  | Norte: Jocotán San Juan Ermita San Jacinto |                  |
| Oeste: Quezaltepeque San Jacinto San Juan Ermita |                                            | Este: Esquipulas |
|                                                  | Sur: Esquipulas                            |                  |

## Gobierno municipal
Los municipios se encuentran regulados en diversas leyes de la República, que establecen su forma de organización, lo relativo a la conformación de sus órganos administrativos y los tributos destinados para los mismos.  Aunque se trata de entidades autónomas, se encuentran sujetos a la legislación nacional y las principales leyes que los rigen desde 1985 son:
| N.º | Ley                                                | Descripción |
| --- | -------------------------------------------------- | --- |
| 1   | Constitución Política de la República de Guatemala | Tiene una regulación legal específica para los municipios en los artículos 253 al 262. |
| 2   | Ley Electoral y de Partidos Políticos              | Ley de carácter constitucional aplicable a los municipios en el tema de la conformación de sus autoridades electas. |
| 3   | Código Municipal                                   | Decreto 12-2002 del Congreso de la República de Guatemala. Tiene la categoría de ley ordinaria y contiene preceptos generales aplicables a todos los municipios, e inclusive contiene legislación referente a la creación de los municipios.             |
| 4   | Ley de Servicio Municipal                          | Decreto 1-87 del Congreso de la República de Guatemala. Regula las relaciones entra la municipalidad y los servidores públicos en materia laboral. Tiene su base constitucional en el artículo 262 de la constitución que ordena la emisión de la misma. |
| 5   | Ley General de Descentralización                   | Decreto 14-2002 del Congreso de la República de Guatemala. Regula el deber constitucional del Estado, y por ende del municipio, de promover y aplicar la descentralización y desconcentración económica y administrativa.                                |

El gobierno de los municipios está a cargo de un Concejo Municipal mientras que el código municipal —ley ordinaria que contiene disposiciones que se aplican a todos los municipios— establece que «el concejo municipal es el órgano colegiado superior de deliberación y de decisión de los asuntos municipales […] y tiene su sede en la circunscripción de la cabecera municipal»; el artículo 33 del mencionado código establece que «[le] corresponde con exclusividad al concejo municipal el ejercicio del gobierno del municipio».
El concejo municipal se integra con el alcalde, los síndicos y concejales, electos directamente por sufragio universal y secreto para un período de cuatro años, pudiendo ser reelectos.
Existen también las Alcaldías Auxiliares, los Comités Comunitarios de Desarrollo (COCODE), el Comité Municipal del Desarrollo (COMUDE), las asociaciones culturales y las comisiones de trabajo. Los alcaldes auxiliares son elegidos por las comunidades de acuerdo a sus principios y tradiciones, y se reúnen con el alcalde municipal el primer domingo de cada mes, mientras que los Comités Comunitarios de Desarrollo y el Comité Municipal de Desarrollo organizan y facilitan la participación de las comunidades priorizando necesidades y problemas.

## Historia
Antiguamente los valles «Tituc», «Tuticopot» y «Cayur» fueron importantes centros ceremoniales de la cultura Ch´orti´, al igual que los de «Caparjá», «Tansha» y «Tunuco», que hoy pertenecen a la jurisdicción de Jocotán.
Los padres capuchinos, que evangelizaban el oriente del país, en 1860 donaron a los habitantes del valle de Olopa una imagen de la Divina Pastora y promovieron la construcción de una iglesia, la cual se hizo de paja; recomendando que “lo más pronto posible, se hiciese una más digna de tal imagen”.
La presencia de la imagen de la Divina Pastora en el valle de Olopa, hizo de este un centro de atracción de emigrantes, lo que, en el transcurso de los años produjo aumento de la población, un desordenado desarrollo urbano, un aumento de la actividad económica y el valle empezó a conocerse en la región como «El Valle de María»; lo expuesto, aunado a la conveniencia de evitar el viajar hasta Jocotán, si se tenía una propia administración civil y espiritual; y con la perspectiva de contar con un mercado cada domingo en la plaza pública hizo nacer en sus habitantes la idea de crear un nuevo municipio. 

### Tras la Independencia de Centroamérica
La constitución del Estado de Guatemala del 11 de octubre de 1825 dividió al territorio del Estado en once distritos para impartir justicia; los poblados de Olopa y Piedra de Amolar eran parte del Circuito de Chiquimula en el Distrito N.º4 (Chiquimula); a este circuito pertenecían también: San José, Ipala, Orégano, Cubiletes, Hermita, Alotepeque, San Isidro, Concepción, Esquipulas, Atulapa, Jagua, Quezaltepeque, Orcones, Jupilingo, Camotán, San Jacinto, San Juan Hermita, Chancó, San Nicolás, Jocotán, Santa Elena y San Esteban.

### Creación del municipio en 1870
Hacia el año 1870, según el Corregidor de Chiquimula, don Juan Bautista Peralta, Olopa era un pueblo indígena, con una iglesia pajiza, y con la conveniencia de que un padre residiera en el lugar, por ser centro de convergencia de otros valles muy distantes a Jocotán. Según lo expuesto, estaban creadas las condiciones para la creación del municipio; el Acuerdo Gubernativo del 22 de abril de 1870 erigió a Olopa en municipio. En acta suscrita el 25 de noviembre de 1870 en la casa del cabildo de Olopa, en la que intervinieron: el Corregidor don Juan Bautista Peralta, los alcaldes auxiliares y los comunes de los valles segregados de Jocotán, en cumplimiento a lo que se mandaba en la parte final del acuerdo de creación del nuevo municipio, en lo referente a la selección del lugar donde funcionaría la municipalidad, es decir la Cabecera Municipal, determinaron el número de concejales que compondrían dicho cuerpo, y fijaron los límites jurisdiccionales. A dicho cabildo asistieron más de cuatrocientas personas. 
El título de las tierras del pueblo está contenido en el Acuerdo Gubernativo del 23 de enero de 1897.

### Demarcación política de Guatemala de 1902
En 1902, el gobierno del licenciado Manuel Estrada Cabrera publicó la Demarcación Política de la República, y en ella se describe a Olopa así: «su cabecera es el pueblo del mismo nombre, a 56 km de Chiquimula, ocupa una área de 141 caballerías.  Su clima es frío y sano y en algunos puntos templado.  Principales cultivos: maíz, frijol, café, tabaco y caña de azúcar.  Limita: al Norte, por el municipio de Jocotán; al Sur y al Oriente, por el de Esquipulas y al Occidente, por los de Quetzaltepeque y San Jacinto».
El 3 de agosto de 1940 se aprobó el deslinde de las tierras de Olopa del municipio de Esquipulas, siendo refrendadas por el Secretario de Estado en el Despacho de Gobernación y Justicia.

## Tradiciones y costumbres
La tradicional feria titular de Olopa, dedicada a la Divina Pastora, se celebra del 12 al 15 de marzo, su templo es visitado por muchos peregrinos, así como las imágenes del patrón de Jocotán, Santiago; San Jacinto, del vecino municipio; del patrón de Quezaltepéque; San Francisco de Asís; los encuentros se hacen con gran veneración, se queman cohetes y son recibidos con pitos y marimbas. También se celebra la Semana Santa, Corpus Christi y Navidad.
Del Cerro de la Cruz, que se eleva cercano a la población causan gran admiración dos inmensas rocas colocadas en la cima, en una de estas rocas se encuentra una gran cruz, en la que tradicionalmente, el 3 de mayo se conmemora el Día de la Cruz, se adorna y llega hasta ella mucha gente del lugar, con música. 
Otra tradición propia del lugar es el día del Siquim, que se celebra la noche del 31 de octubre para amanecer el 1 de noviembre, en honor a los difuntos. La tradición consiste en que grupos de personas, jóvenes generalmente, pasan por todas las casas de la población pidiendo siquim (algo que comer) por lo que en las casas suelen tener shepes, ayote en dulce, caña, fruta para poder compartir con los siquineros.